# 髙橋遥人
- 高橋遥人

髙橋 遥人（たかはし はると、1995年11月7日 - ）は、静岡県静岡市葵区出身のプロ野球選手（投手）。左投左打。阪神タイガース所属。

## 経歴

### プロ入り前
小学校入学後に兄の影響でソフトボールを始め、小学3年時に「西奈少年野球スポーツ少年団」に入団した。常葉橘中学校時代は右翼手兼投手として、3年夏に第32回全国中学校軟式野球大会でチームを優勝へ導いた。
常葉学園橘高校に進学後、1年夏からのベンチ入り。2年夏には甲子園大会へ出場し。開幕戦となった福井工大福井戦に救援投手として登板を果たすも、打線が菅原秀の前に9回2得点に封じられ初戦敗退。3年秋には日本学生野球協会へプロ志望届を提出するも、ドラフト会議でどの球団からも指名されなかったため、亜細亜大学へ進学した。
亜細亜大学では、1年秋からリーグ戦に登板。3年春にはリーグ優勝を果たし全日本選手権大会に出場、ベスト8に進出した。大学通算31試合で5勝7敗、防御率3.57。大学には3学年先輩に山﨑康晃、薮田和樹、大下佑馬、2学年先輩に板山祐太郎、藤岡裕大、1学年先輩に木浪聖也、宗接唯人、同期に北村拓己がいた。
2017年10月27日に行われたドラフト会議では、阪神タイガースから2位指名を受け、契約金7000万円、年俸1200万円（金額は推定）という条件で入団した。背番号は29。

### 阪神時代
2018年、入団前の新人体力測定にて左肩の筋力がやや弱いことが判明した他、人数の関係もあって高知・安芸での二軍春季キャンプに参加。オープン戦から一軍へ合流し、4月11日の対広島東洋カープ戦（阪神甲子園球場）に先発し一軍初登板。7回を2安打無失点に抑えプロ入り後初勝利を挙げた。阪神の新人投手が甲子園での一軍公式戦で先発投手として初登板・初勝利を記録したのは、1959年の村山実以来59年ぶりの出来事であった。前半戦で先発として6試合に登板し2勝3敗、防御率3.63を記録。しかし、6月中旬から左肩のコンディション不良で実戦から遠ざかり、そのままシーズンを終えた。シーズンオフには、100万増の推定年俸1300万円で契約を更改した。
2019年、安芸での二軍春季キャンプ中に実戦復帰すると、二軍調整を経て5月5日の対横浜DeNAベイスターズ戦（甲子園）でシーズン初登板初先発を果たし（4回1/3を5失点で勝敗付かず）、シーズン3試合目の登板となった同30日の対読売ジャイアンツ（巨人）戦（甲子園）では7回2失点でシーズン初勝利、一軍では377日ぶりの勝利を挙げた。その後先発ローテーションに定着し登板を重ね、7月には月間MVPの候補にも挙げられた一方で、好投しても味方打線の援護に恵まれない展開が続いた他、シーズン終盤には自らの調子も失速し、特に9月は4試合の登板で3敗を喫した。ランディ・メッセンジャーの引退試合となった9月29日の対中日ドラゴンズ戦（甲子園）では、打者1人を抑えて降板した先発のメッセンジャーの後を受ける形でプロ入り後初めてリリーフ登板し、1回2/3を無失点に抑えプロ初ホールドを記録。最終的に19試合109回2/3の登板で、3勝9敗1ホールド、防御率3.78の成績であった。シーズン3位で迎えたクライマックスシリーズ（CS）ではDeNAとの1stステージ第3戦（横浜スタジアム）、巨人とのファイナルステージ第2戦（東京ドーム）の2試合に先発した。シーズンオフには、900万増の推定年俸2200万円で契約を更改した。
2020年、左肩の不調で開幕から出遅れたものの、10月5日の対巨人戦（甲子園）でプロ初完投勝利を挙げる等、一軍に合流した後は先発陣の一角に加わり、12試合に登板して5勝4敗、防御率2.49でシーズンを終えた。シーズンオフには、700万増の推定年俸2900万円で契約を更改した。
2021年、2年連続で一軍の宜野座キャンプに参加するも、2月16日に行われた楽天との練習試合で違和感を訴え降板し、病院で右脇腹筋挫傷と診断された。その後は二軍でリハビリをしながら開幕を迎えた。9月9日の対東京ヤクルトスワローズ戦（甲子園）で一軍復帰しシーズン初先発をするも、序盤に大量失点を喫し敗戦投手となった。9月18日の対中日戦（甲子園）では7回無失点でシーズン初勝利を挙げた。9月25日の対巨人戦（東京ドーム）で9回で128球を投じ、5被安打・13奪三振でプロ初完封勝利を挙げた。翌登板となる10月2日の対中日戦（甲子園）では、9回を97球・5被安打・7奪三振に抑え、球団投手としては2020年の西勇輝以来、左腕としては1992年の湯舟敏郎以来となる2試合連続完封勝利を挙げた。また、27イニング連続で無失点となった。10月21日の中日戦では、8回まで1安打無失点と好投していたが、9回の投球練習中に左肘の違和感を感じ緊急降板した。復帰後は7試合4勝2敗防御率1.65と好投を見せたが、その一方で優勝争いの相手であったヤクルト相手には2戦2敗防御率9.00と打ち込まれた。オフの11月に左肘のクリーニング手術を受けた。12月9日、300万増の推定年俸3200万円で契約を更改した。
2022年、キャンプ後に手術した左肘に違和感を覚え二軍でノースロー調整を続けていたが状態が改善せず、4月26日に左肘内側側副靱帯再建術（トミー・ジョン手術）を受けたことを発表。なお、肘の違和感は入団時からあったという。一軍登板なしに終わり、11月9日に750万円減となる推定年俸2450万円で契約を更改した。
2023年は、春季キャンプ中の2月にはブルペン投球を行うなど回復していたが今度は左肩に異常を来し、その後ノースロー調整となり、最終的には6月に「左尺骨短縮術」及び「左肩関節鏡視下クリーニング術」を受け、2年連続で一軍登板なしに終わった。11月17日に、600万円減となる推定年俸1850万円で育成選手として再契約した。背番号は129。11月27日には、前年に結婚していたことを発表した。
2024年は4月17日のオリックスとの二軍公式戦に先発登板し、実に893日ぶりの実戦復帰を果たす。1回を投げ、1つの空振り三振を含む被安打1、無失点の内容に抑え、最速147km/hを6回計測した。7月20日に支配下選手登録されることが発表され、背番号は再び29となった。8月11日の対広島戦（京セラドーム大阪）に一軍公式戦で1009日ぶりに先発登板し、5回無失点で1025日ぶりの勝利を飾ると、そこから9月13日の対広島戦（甲子園）まで4試合に登板して4勝を挙げた。同月23日の対巨人戦（甲子園）では両者無得点で迎えた7回に坂本勇人に適時打を打たれ敗戦投手となり、2021年9月25日から続いた対巨人戦での連続無失点イニングが22回でストップした。最終的に5試合に登板し、4勝1敗、防御率1.52の成績を残した。クライマックスシリーズにおけるDeNAとのファーストステージ（甲子園）では第2戦に先発登板するが、2回に戸柱恭孝と牧秀悟に適時打を許し、5回4失点で途中降板され、チームは0勝2敗でファイナルステージ進出とはならなかった。オフの11月8日に「左尺骨短縮術後に対する骨内異物除去術」を受けた。11月26日、650万増となる推定年俸2500万円で契約を更改した。

## 選手としての特徴
細身の体格ながらしなやかな腕の振りから繰り出す最速152km/hのノビのあるストレート、亜細亜大学出身者が武器とする落差の大きい独特の軌道を見せるツーシーム、カットボール、スライダー、チェンジアップを投げる。腕のしなりや柔らかさ、ストレートの球質に対する評価が高く、一軍投手コーチの金村暁は「左の岩隈」と評している他、河本育之や今永昇太にも例えられる。その一方で、投球フォームや球質の安定性、制球力などを課題としており、大学時代はそれらが原因で安定した成績を残すことができなかった。三振を奪える投手であり、2019年は規定投球回未到達ながらも、菅野智之や西勇輝を抑えリーグ8位の125奪三振を記録している。
下柳剛によると、グラウンド内外にかかわらずポーカーフェイスであるという。また、糸井嘉男はその潜在能力を評価している。

## 詳細情報

### 年度別投手成績
| 年 度     | 球 団     | 登 板 | 先 発 | 完 投 | 完 封 | 無 四 球 | 勝 利 | 敗 戦 | セ 丨 ブ | ホ 丨 ル ド | 勝 率 | 打 者 | 投 球 回 | 被 安 打 | 被 本 塁 打 | 与 四 球 | 敬 遠 | 与 死 球 | 奪 三 振 | 暴 投 | ボ 丨 ク | 失 点 | 自 責 点 | 防 御 率 | W H I P |
| --------- | --------- | ----- | ----- | ----- | ----- | -------- | ----- | ----- | -------- | ----------- | ----- | ----- | -------- | -------- | ----------- | -------- | ----- | -------- | -------- | ----- | -------- | ----- | -------- | -------- | ------- |
| 2018      | 阪神      | 6     | 6     | 0     | 0     | 0        | 2     | 3     | 0        | 0           | .400  | 150   | 34.2     | 34       | 4           | 14       | 1     | 0        | 27       | 1     | 0        | 18    | 14       | 3.63     | 1.39    |
| 2019      | 阪神      | 19    | 18    | 0     | 0     | 0        | 3     | 9     | 0        | 1           | .250  | 474   | 109.2    | 115      | 9           | 38       | 2     | 0        | 125      | 4     | 0        | 56    | 46       | 3.78     | 1.40    |
| 2020      | 阪神      | 12    | 12    | 1     | 0     | 1        | 5     | 4     | 0        | 0           | .556  | 306   | 76.0     | 67       | 4           | 17       | 1     | 1        | 75       | 1     | 0        | 25    | 21       | 2.49     | 1.11    |
| 2021      | 阪神      | 7     | 7     | 2     | 2     | 1        | 4     | 2     | 0        | 0           | .667  | 181   | 49.0     | 30       | 1           | 5        | 0     | 0        | 55       | 0     | 0        | 10    | 9        | 1.65     | 0.71    |
| 2024      | 阪神      | 5     | 5     | 0     | 0     | 0        | 4     | 1     | 0        | 0           | .800  | 114   | 29.2     | 20       | 0           | 4        | 0     | 1        | 28       | 1     | 0        | 5     | 5        | 1.52     | 0.81    |
| 通算：4年 | 通算：4年 | 49    | 48    | 3     | 2     | 2        | 18    | 19    | 0        | 1           | .486  | 1225  | 299.0    | 266      | 18          | 78       | 4     | 2        | 310      | 7     | 0        | 114   | 95       | 2.86     | 1.15    |

- 2024年度シーズン終了時
- 各年度の太字はリーグ最高

### 年度別守備成績
| 年 度 | 球 団 | 投手  | 投手  | 投手  | 投手  | 投手  | 投手     |
| 年 度 | 球 団 | 試 合 | 刺 殺 | 補 殺 | 失 策 | 併 殺 | 守 備 率 |
| ----- | ----- | ----- | ----- | ----- | ----- | ----- | -------- |
| 2018  | 阪神  | 6     | 2     | 9     | 0     | 0     | 1.000    |
| 2019  | 阪神  | 19    | 8     | 22    | 1     | 2     | .968     |
| 2020  | 阪神  | 12    | 2     | 15    | 0     | 2     | 1.000    |
| 2021  | 阪神  | 7     | 1     | 6     | 0     | 1     | 1.000    |
| 2024  | 阪神  | 5     | 1     | 4     | 0     | 2     | 1.000    |
| 通算  | 通算  | 49    | 14    | 56    | 1     | 7     | .986     |

- 2024年度シーズン終了時

### 表彰
- 月間最優秀バッテリー賞：2回（2021年9月 捕手：梅野隆太郎・10月 捕手：坂本誠志郎）
- 阪神タイガースDIDアワード：1回（2024年8月[72]）

### 記録
初記録
投手記録
- 初登板・初先発・初勝利：2018年4月11日、対広島東洋カープ2回戦（阪神甲子園球場）、7回無失点
- 初奪三振：同上、1回表に菊池涼介から見逃し三振
- 初ホールド：2019年9月29日、対中日ドラゴンズ24回戦（阪神甲子園球場）、1回一死から救援登板、1回2/3無失点
- 初完投勝利：2020年10月5日、対読売ジャイアンツ20回戦（阪神甲子園球場）、9回1失点
- 初完封勝利：2021年9月25日、対読売ジャイアンツ21回戦（東京ドーム）、9回5安打13奪三振

打撃記録
- 初打席：2018年4月11日、対広島東洋カープ2回戦（阪神甲子園球場）、3回裏に中村恭平から四球
- 初安打：2018年5月19日、対中日ドラゴンズ9回戦（ナゴヤドーム）、3回表に小笠原慎之介から一塁内野安打
- 初打点：2020年10月5日、対読売ジャイアンツ20回戦（阪神甲子園球場）、宮國椋丞から中前適時打

### 背番号
- 29（2018年[7][11] - 2023年、2024年7月22日[56] - ）
- 129（2024年[52] - 同年7月21日）

### 登場曲
- 「できっこないを やらなくちゃ」サンボマスター（2018年）
- 「Fly away」小山翔吾（2019年 - 2020年）
- 「違う、そうじゃない」鈴木雅之（2020年）※打席用
- 「to the top」小山翔吾（2021年 -2023年）
- 「崖の上のポニョ」藤岡藤巻と大橋のぞみ（2021年）※打席用
- 「決意の朝に」Aqua Timez（2024年 -）※投手
- 「シカ色デイズ」シカ部（2024年）※打席用
- 「かわいいだけじゃだめですか？」CUTIE STREET（2025年）※奇数打席
- 「NEW KAWAII」FRUITS ZIPPER（2025年）※偶数打席